# Светлаков, Андрей Павлович
Андрей Павлович Светлаков (род. 6 апреля 1996, Москва) — российский хоккеист, центральный нападающий «Трактора», трёхкратный обладатель Кубка Гагарина.

## Карьера
Воспитанник московской команды «Северная звезда».
В 2012 году дебютировал в МХЛ в составе команды «Красная армия».
С 2016 года играл в КХЛ в составе ЦСКА.
26 мая 2022 года продлил контракт с ЦСКА на 2 года.
Серебряный призёр чемпионата мира до 17 лет 2013 года. Серебряный призёр молодёжного чемпионата мира 2016 года.
В составе армейского клуба стал трехкратным обладателем Кубка Гагарина в сезонах 2018/19, 2021/22 и 2022/23.
9 января 2024 года набрал 4 очка (1+3) в игре против «Торпедо» (7:2).
7 мая 2024 года «Трактор» объявил о подписании контракта с Андреем Светлаковым до конца сезона 2026/27.